# Olympische Winterspiele 1924/Teilnehmer (Norwegen)
Norwegen nahm an den Olympischen Winterspielen 1924 in Chamonix mit einer Delegation von 14 Athleten in 3 Sportarten teil. Das norwegische NOK hatte 14 Sportler zu den Spielen gemeldet. Alle nahmen an den Wettkämpfen teil.
Bilanz: Norwegen schickte fast nur Sportler nach Chamonix, die aussichtsreiche Medaillenkandidaten waren. Einzige Ausnahme ist die erst 11-jährige Sonja Henie, die im Frauenwettbewerb der Eiskunstläufer den letzten Platz belegte. Die Skisportler Thorleif Haug (3 Gold) und Johan Grøttumsbråten (1 Silber, 2 Bronze) sowie der Eisschnellläufer Roald Larsen (2 Silber und 3 Bronze) gehören zu den erfolgreichsten Teilnehmern der Wintersportwochen von Chamonix. Eine Bronzemedaille im Skispringen wurde Thorleif Haug allerdings 50 Jahre später, auf Grund eines Rechenfehlers der damaligen Jury, wieder aberkannt. Weitere Medaillensammler im norwegischen Team waren die Skisportler Jacob Tullin Thams (Gold), Thoralf Strømstad (2 Silber) und Narve Bonna (Silber) sowie die Eisschnellläufer Oskar Olsen (Silber) und Sigurd Moen (Bronze). Insgesamt errangen die Norweger 17 der 49 Medaillen, die in Chamonix vergeben wurden und werden vor Finnland, Österreich, den USA und Großbritannien erfolgreichste Nation.

## Teilnehmer nach Sportarten

### Skisport(8)
- Narve Bonna
Skispringen (Silber)
- Johan Grøttumsbråten
18 km Langlauf (Silber), 50 km Langlauf (Bronze), Nordische Kombination (Bronze)
- Thorleif Haug
18 km Langlauf (Gold), 50 km Langlauf (Gold), Nordische Kombination (Gold), Skispringen (Platz 4)
- Einar Landvik
18 km Langlauf (Platz 5), Skispringen (Platz 5)
- Jon Mårdalen
18 km Langlauf (Platz 4), 50 km Langlauf (Platz 4)
- Harald Økern
Nordische Kombination (Platz 4)
- Thoralf Strømstad
50 km Langlauf (Silber), Nordische Kombination (Silber)
- Jacob Tullin Thams
Skispringen (Gold)

### Eiskunstlauf(1)
- Sonja Henie
Frauen (Platz 8)

### Eisschnelllauf(5)
- Roald Larsen
500 m (Bronze), 1500 m (Silber), 5000 m (Bronze), 10.000 m (Bronze), Mehrkampf (Silber)
- Sigurd Moen
500 m (Platz 13), 1500 m (Bronze), 5000 m (Platz 4), 10.000 m (Platz 6), Mehrkampf (Platz 5)
- Oskar Olsen
500 m (Silber), 1500 m (Platz 6)
- Fridtjof Paulsen
5000 m (Platz 7), 10.000 m (Platz 4)
- Harald Strøm
500 m (Platz 18), 1500 m (Platz 5), 5000 m (Platz 5), 10.000 m (Platz 5), Mehrkampf (Platz 4)

## Medaillen
|          | Gold | Silber | Bronze | Gesamt |
| -------- | ---- | ------ | ------ | ------ |
| Norwegen | 4    | 7      | 6      | 17     |

## Medaillengewinner

### Goldmedaillen
- Skisport, 18 km Langlauf/50 km Langlauf/Nordische Kombination: Thorleif Haug
- Skisport: Skispringen Jacob Tullin Thams

### Silbermedaillen
- Skisport, 18 km Langlauf: Johan Grøttumsbråten
- Skisport, 18 km Langlauf/Nordische Kombination: Thoralf Strømstad
- Skisport, Skispringen: Narve Bonna
- Eisschnelllauf, 500 m: Oskar Olsen
- Eisschnelllauf, 1500 m/Mehrkampf: Roald Larsen

### Bronzemedaillen
- Skisport, 50 km Langlauf/Nordische Kombination: Johan Grøttumsbråten
- Eisschnelllauf, 500 m/5000 m/10.000 m: Roald Larsen
- Eisschnelllauf, 1500 m: Sigurd Moen